# Wetterzug
Als Wetterzug bezeichnet man im Bergbau die Bewegung, die die Luftmassen in den Grubenbauen annehmen. Der Bergmann bezeichnet den Wetterzug entsprechend seiner Entstehung als natürlichen Wetterzug oder als künstlichen Wetterzug.

## Grundlagen
In den Grubenbauen befindet sich eine dem Volumen der Grubenbaue entsprechende Wettermenge. Wird nun ein Teil dieser Wetter als Abwetter aus den Grubenbauen entfernt oder als Frischwetter hinzugefügt, so kommt es zu einer Störung der Luftmassen. Die Luftmassen sind nun bestrebt, dieses Ungleichgewicht wieder auszugleichen um somit den Zustand des Gleichgewichtes wiederherzustellen. Erfolgen nun diese Störungen stetig fort, so kommt es zu einer kontinuierlichen Bewegung. Damit diese kontinuierliche Bewegung vonstattengeht, müssen stets zwei räumlich voneinander getrennte Luftmassen vorhanden sein. Diese Luftmassen müssen zudem eine unterschiedliche Dichte haben.

## Natürlicher Wetterzug

Natürlicher Wetterzug

Der natürliche Wetterzug entsteht durch Temperaturdifferenzen zwischen den einzelnen Ein- und Ausgängen des Grubengebäudes. Voraussetzung ist hierbei, dass sich die beiden Tagesöffnungen an zwei vom Höhenniveau unterschiedlichen Punkten auf der Erdoberfläche befinden. Da die Temperatur auf der Erdoberfläche im Laufe der Jahreszeiten schwankt, sie jedoch ab einer bestimmten Teufe relativ konstant bleibt kann es so zu einem Austausch der Luftmassen mit der entsprechenden Strömung, also dem natürlichen Wetterzug, kommen. Die Richtung des Wetterzuges hängt beim natürlichen Wetterzug von der jeweiligen Außentemperatur ab. Der natürliche Wetterzug ist nur bei Bergwerken mit einem kleinen Grubengebäude ausreichend, in Bergwerken mit einem größeren Grubengebäude, insbesondere in Steinkohlenbergwerken mit schlagenden Wettern, ist der natürliche Wetterzug nicht mehr ausreichend.

## Künstlicher Wetterzug
Der künstliche Wetterzug kann durch die Erhöhung der Abwettertemperatur, durch Hineinblasen von Luft in das Grubengebäude oder durch Absaugen von Wettern aus dem Grubengebäude erzeugt werden. Der künstliche Wetterzug ist überall dort erforderlich, wo kein ausreichender natürlicher Wetterzug vorhanden ist. Dies kann auch bei Bergwerken erforderlich sein, bei denen in Übergangszeiten kein genügender natürlicher Wetterzug vorhanden ist. Bereits im 16. Jahrhundert war man bestrebt, durch geeignete Maßnahmen in den damaligen Stollenbergwerken einen künstlichen Wetterzug zu erzeugen. Grund hierfür war die Einsparung von für die Erzeugung des natürlichen Wetterzuges erforderlichen Lichtlöchern. Beim Übergang zum Tiefbau war, insbesondere in den Steinkohlenbergwerken, die Erzeugung eines künstlichen Wetterzuges zwingend erforderlich.